# 미시마 미치쓰네
미시마 미치쓰네(三島通庸)는 사쓰마번사 출신의 일본 제국 내무관료이다. 영전(栄典)은 정3위 훈2등 자작. 별명은 야헤(弥兵衛).
사쓰마번사 미시마 미치즈미(三島通純)의 장남이며 이주인 마사하루(伊地知正治)에게 병학(兵学)을 배웠다. 정충조(精忠組)의 일원으로 데라다야 소동(寺田屋騒動)에 관여하여 근신(謹慎)을 명받았으나 사이고 다카모리에게 발탁되었고 번주 시마즈 다다요시로부터 인마봉행(人馬奉行)에 임명되었다. 후에 도바·후시미 전투(보신 전쟁의 서전)에 참전하였으며 번정 개혁에도 참여하였다. 미시마는 오쿠보 도시미치에 의해 신정부에서도 활약하게 된다.
|  | 제1대 미시마 자작가 당주 1887년 ~ 1888년 | 후임 미시마 야타로 |